# Гитлер, Хайнц
Хайнц (Ге́нрих) Ги́тлер (нем. Heinz (Heinrich) Hitler, 14 марта 1920, Магдебург, Бранденбург, Свободное государство Пруссия, Веймарская республика — 21 февраля 1942, Бутырская тюрьма, Москва, РСФСР, СССР) — племянник Адольфа Гитлера, сын Алоиса Гитлера младшего.

## Биография
Хайнц Гитлер был сыном Алоиса младшего, единокровного брата Адольфа Гитлера, от второго брака с Хедвигой Хайдеманн (или Хедвиг Микли). Он считался любимым племянником Адольфа Гитлера. В отличие от своего брата Уильяма он был национал-социалистом. В 1938 году окончил элитную Национал-политическую академию («Напола») в Балленштедте и выбрал офицерскую карьеру. Его бывший одноклассник Ханс-Вольф Вернер вспоминал, что Хайнц кичился родством с Гитлером; один раз он вместе с приятелями гонял по Магдебургу на взятой у кого-то машине без водительских прав и любой останавливавший его страж порядка тут же отпускал, увидев фамилию в удостоверении личности.
Служил в чине унтер-офицера в 23-м потсдамском артиллерийском полку 23-й пехотной дивизии в качестве связиста. Воевал на Восточном фронте. Принимал участие во вторжении в Советский Союз по плану Барбаросса. Награждён Железным Крестом 2-го класса.
10 января 1942 года Хайнц Гитлер попал в плен, содержался в московской Бутырской тюрьме, где и умер в феврале 1942 года. Место его захоронения остаётся неизвестным.